# Valença, Portugal

Valenças läge i Portugal.

Valença är en stad i Portugal i distriktet Viana do Castelo, i regionen Norra Portugal och underregionen Minho-Lima, med cirka 3 500 invånare.
Staden är huvudort i en kommun med en yta av 117,43 km² och 14 187 invånare år 2011, indelad i elva freguesias. Kommunen gränsar i öster till Barcelos, i söder till Paredes de Coura, i väster till Vila Nova de Cerveira och i nordväst och i norr till Galicien (Tui kommun).
Staden fick sin foral av Sancho II, och blev då kallad Contrasta. Staden fick sitt nuvarande namn 1262. Den kallas ibland för Valença do Minho.

## Befolkningsutveckling
| Befolkning i Valença (1801 – 2004) | Befolkning i Valença (1801 – 2004) | Befolkning i Valença (1801 – 2004) | Befolkning i Valença (1801 – 2004) | Befolkning i Valença (1801 – 2004) | Befolkning i Valença (1801 – 2004) | Befolkning i Valença (1801 – 2004) | Befolkning i Valença (1801 – 2004) | Befolkning i Valença (1801 – 2004) |
| ---------------------------------- | ---------------------------------- | ---------------------------------- | ---------------------------------- | ---------------------------------- | ---------------------------------- | ---------------------------------- | ---------------------------------- | ---------------------------------- |
| 1801                               | 1849                               | 1900                               | 1930                               | 1960                               | 1981                               | 1991                               | 2001                               | 2004                               |
| 9242                               | 13984                              | 15265                              | 16034                              | 16237                              | 13948                              | 14815                              | 14187                              | 14284                              |

## Indelning
Valença är indelat i följande elva freguesias:

- Boivão
- Cerdal
- Fontoura
- Friestas
- Gandra e Taião
- Ganfei
- Gondomil e Sanfins
- São Julião e Silva
- São Pedro da Torre
- Valença, Cristelo Covo e Arão
- Verdoejo

## Patrimonio
- Praça-forte de Valença
- Convento de Ganfei

## Undervisning
Escola Superior de Ciências Empresariais, som tillhör Instituto Politécnico de Viana do Castelo har sitt huvudkontor i staden.